# Hàssan ibn Qàhtaba
Al-Hàssan ibn Qàhtaba at-Taí (àrab: الحَسَن بن قَحْطَبَة الطائي, al-Ḥasan b. Qaḥtaba aṭ-Ṭāʾī) fou ostikan d'Armènia vers el 770 o 771 fins al 773 o 774. Va substituir Bakkar ibn Múslim al-Uqaylí. Va arribar amb un cos auxiliar format per gent del Khorasan que va destacar per la seva brutalitat. Era fill de Qàhtaba ibn Xabib.
El 771 va esclatar la revolució dirigida per Artavasdes Mamiconi que com a primer acte va matar el recaptador fiscal del districte del Shirak, a la vila de Kumair. Però els àrabs eren molt forts i va haver de fugir cap a Kartli.
Per la persecució d'Artavasdes es va demanar el suport de Simbaci III Bagratuní, fill d'Asoci II Bagratuní, anomenat «el cegat» (fou cegat per Gregori II Mamiconi el 750). Van aconseguir atrapar-lo i recuperar una part del botí però Artavasdes va poder arribar a territori de Còlquida on es va instal·lar sota protecció romana d'Orient (el 778 fou nomenat estrateg del tema dels Anatòlics). Simbaci III fou nomenat patrici i generalíssim (771) en substitució d'Isaac I Bagratuní (un bagràtida de la branca de Taron al que havia succeït al front de la casa el seu fill Asoci III)
En represàlia per la revolta Hasan va tornar a apujar els impostos. Un parent d'Artavasdes, Musel Mamiconi, també es va refugiar llavors a les muntanyes i va dirigir una guerrilla per algun temps i va obtenir alguns èxits notables, essent el principal la derrota de la guarnició àrab de Dvin (quatre mil homes) que havia sortit a perseguir-lo, derrota que fou obra de Musel amb només 200 homes
Això va animar als nakharark que van decidir revoltar-se. Una reunió general va decidir l'aixecament. Cinc mil homes van poder ser reunits. Es va decidir atacar Karin (Erzurum), menys defensada que Dvin i més propera a la frontera romana d'Orient. La ciutat fou assetjada però no va poder ser conquerida. Asoci III Bagratuní recomanava la submissió. Hamazaspes Arzeruni (ja alliberat i que havia retornat als seus dominis a la vila de Dariunq) no participava i romania amb les tropes pròpies a Baspracània junt amb les dels Amatuní i Teruni. En aquestes lluites algunes ciutats foren destruïdes (Khalin, Aren i Thalna)
El califa va enviar trenta mil soldats de Khorasan (772) dirigits pel general Amr o Amru conegut per Umar que es va establir a Khelat. Asoci III era a Khelat i va advertir secretament als rebels, però no el van creure i el setge de Karin va seguir. Per la seva banda Hamazaspes Arzeruni (que tenia per vassalls als Amatuní, Reixtuní i Teruni) ajudat principalment pels Amatuní i per Vasaces Bagratuní de Taron (germà de Simbaci III i que havia adquirit Taron d'Asoci III) va atacar Ardjesh, on hi havia una guarnició àrab. Vers allí va marxar Amr o Amru que va infligir a Hamazasp una derrota total (15 d'abril del 772). Els àrabs es van desplaçar al Bagrevand i van acampar a Ardzeni mentre la notícia de la derrota arribava a Karin el setge de la qual fou aixecat i van decidir anar a morir en batalla a Bagrevand on van arribar el 25 d'abril del 772 i efectivament i van morir quasi tots. Entre els morts Simbaci III Bagratuní, Musel Mamiconi, Samuel Mamiconi, Baanes Gnuní conegut per Dashnak (el del punyal) i fins a 300 mes (i més de 4000 soldats i nobles secundaris). El fill de Simbaci III, Asoci Msaker, es va refugiar a les seves terres a les fonts de l'Araxes, prop de la frontera romana d'Orient, a la fortalesa de Bagaran (gràcies a les seves mines de plata va poder comprar terres al Shirak i Arxarunik als Camsaracans). Vasaces de Taron (germà petit de Simbaci III) va abandonar Taron i es va establir a les muntanyes de la Klardjètia (regió d'Ardahan, a les fonts del Kura, que van acabar dominat anys després el seu fill Adarnases i el seu net Asoci). A l'Armènia pròpia només la regió de Moxoene (Mokq) en poder d'una branca dels Bagratuní que no va participar en la revolta, va quedar en poder de la família. Per la seva banda els Mamiconis, perduda Taron vers el 754 quan va passar a una branca Bagràtida, van perdre gairebé totes les seves possessions. Els dos fills de Musel es van refugiar a Baspracània on Hamazaspes Arzeruni els va fer matar. Només una filla va conservar algun poder en casar-se amb un capitost àrab de nom Djahap al-Qaisi que havia obtingut el domini del districte d'Arxarunik i altres antigues possessions de la família i volia a la dona per legitimar el seu poder (Djahap fou l'origen dels emirs de Manazkert). És molt possible que també una branca dels Mamiconis pogués subsistir a les inaccessibles muntanyes de Sassun i que durant un temps va arribar a dominar des Taron a Arsamòsata (va existir fins molt avançat el segle xi), i una altra branca va subsistir com a prínceps secundaris vassalls d'altres prínceps al Bagrevand (va existir fins a la meitat del segle ix). Els Camsaracans van haver de vendre els dominis que van conservar i passar a ser vassalls dels Bagratuní. Els Gnuní van perdre part dels seus dominis de l'Aliovit davant el capitost àrab Djahap al-Qaisi i del seu fill Abd al-Malik, i es van refugiar amb els Bagratuní a Taik.
Vers el 773 o 774 Hasan fou substituït per Yazid ibn Ussayd as-Sulamí, que ja havia estat governador.